# Thép Damascus

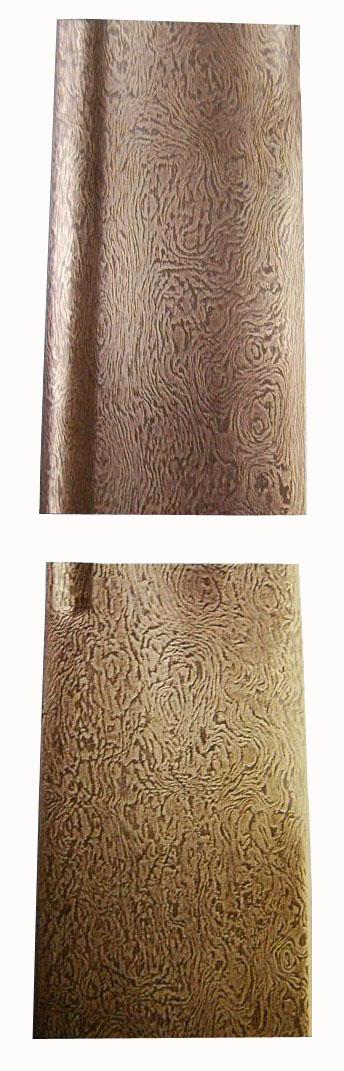
Vân kim loại hiện rõ, một đặc tính của thép

Thép Damascus là một loại thép truyền thống dùng để rèn kiếm của vùng Trung Đông. Loại thép này độc đáo với đặc trưng các vân kim loại nổi bật với các vết đốm như nước chảy. Các thanh kiếm được làm từ loại thép này nổi tiếng với việc rất chắc chắn, rất khó vỡ, lưỡi đàn hồi tốt và có thể mài rất bén. Dù vậy việc sản xuất loại thép này hiện tại là không thể vì kỹ thuật tinh luyện loại này đã thất truyền dù đang có nhiều nỗ lực để tái tạo lại loại thép này.
Chú ý là từ thép Damascus có thể dễ bị nhầm với các thanh kiếm được làm hoặc bán tại Damascus, hay kỹ thuật hàn cán gấp hai lớp thép cho ra sản phẩm trông rất giống loại thép này dù không phải.

## Lịch sử
Loại thép này được tinh luyện chủ yếu từ thép Wootz một loại thép xuất hiện từ trước công nguyên tại Ấn Độ và Ba Tư. Người Ả Rập đã mang loại thép Wootz đến Damascus nơi ngành rèn vũ khí đang phát triển mạnh khi đó. Cứ như thế Ấn Độ và Ba Tư đã cung cấp các thỏi thép của mình cho khu vực Trung Đông từ thế kỷ 3 đến đến thế kỷ 17.

### Thất truyền
Việc tinh luyện loại thép này đã chấm dứt vào khoảng năm 1750. Một số giả thuyết đã được dựng lên để cố giải thích lý do như nguồn cung nguyên vật liệu bị cạn kiệt, kiến thức tinh luyện được truyền cho quá ít người...

### Cố gắng tái tạo
Các kỹ thuật và vật liệu hiện tại để cố gắng tái tạo lại loại thép này hiện tại đều không thành công hay nói đúng ra là vật liệu làm ra có tính chất không hoàn toàn khớp với các mẫu thép còn lại dù có vài điểm giống.

## Tính chất
Đặc điểm đáng chú ý của loại thép này là bề mặt có vân của nó làm nhiều người tưởng là các sản phẩm làm từ loại thép này là hai loại thép khác nhau hàn dính với nhau và được gấp lại nhiều lần việc mà những thợ rèn ngày nay vẫn làm để tạo ra các sản phẩm "giả thép Damascus". Trên thực tế loại thép này là một khối đồng nhất nhưng có sự phân bổ cacbon tạo thành mạch Fe3C cùng các tạp chất khác xếp theo mạch rất rõ được tạo thành từ việc tinh luyện như thế nào thì chưa rõ. Dù đây không phải là đặc điểm chính của loại thép này mà chỉ để trang trí nhưng nó lại thu hút sự chú ý khá nhiều.
Tính chất của loại thép này giống như nhiều loại thép truyền thống khác, được ca ngợi trong rất nhiều truyền thuyết, như việc dễ dàng chẻ đôi nòng súng và cắt sợi tóc rơi lên lưỡi. Dù không thanh kiếm hàng trăm tuổi nào còn đủ bén để chứng thực truyền thuyết nhưng các nhà khoa học khi nghiên cứu chúng thấy rằng các thanh kiếm làm từ loại thép này có cấu trúc sợi và ống nano cácbon. Qua việc quét hiển vi điện tử các nhà khoa học nhận thấy có các sợi nano Fe3C sau khi hòa tan một mẫu vào axít cho thấy cấu trúc ống nano có thể đã gói các sợi này lại điều đã tạo nên đặc tính nổi tiếng của loại thép này là sự bền bỉ và sắc bén cũng như góp phần hình thành các vân.
Mặc dù một số loại thép hiện đại được tinh luyện qua các phản ứng hóa học có thể tốt hơn nhưng công nghệ tinh luyện loại thép này là một sự nhảy vọt trong thời kỳ của chúng, bằng cách nào đó chúng đã được tinh luyện trở nên cực kỳ dẻo dai đã vậy lại còn rất cứng. Qua việc phân tích thì có thể đưa ra lý thuyết là trong quá trình nung chảy thép Wootz một số loại lá và gỗ đã được thêm vào để sử dụng như phụ gia cho việc thấm ngoài ra còn trộn thêm nhiều loại sắt hợp kim khác sau đó đúc thành thỏi. Các thỏi thép này sau đó được đưa đi rèn từ đó có thể thấy cấu trúc sợi và ống nano cácbon trong thép có thể có nguồn gốc từ sợi thực vật. Các nhà khoa học hi vọng có thể phân tích tìm hiểu kỹ hơn về cấu trúc ống nano cácbon trong các cổ vật được làm từ loại thép cổ xưa này để tái tạo chúng hay phát triển vật liệu mới.

## Thép gấp phương Tây

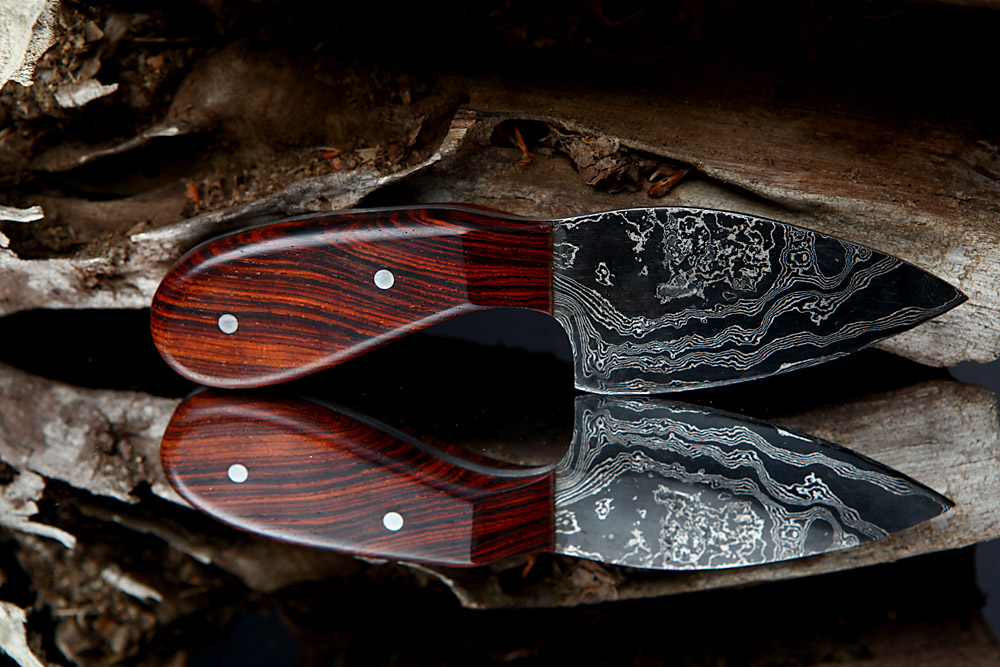
Thép gấp cũng có các vân

Vì đặc điểm có vân của thép Damascus mà người châu Âu sau khi thấy loại thép này đã nảy ra ý tưởng khi muốn bắt chước là hàn hai miếng thép khác nhau lại và gấp trộn với kết quả là cũng cho loại trông rất giống nhưng đặc tính khác vì là thép trộn dù cũng gọi là thép Damascus. Tuy nhiên vì tính chất không đồng nhất của thép trộn nên nó rất dễ bị gỉ dù tốc độ bao lâu thì còn tùy loại thép sử dụng tốt hay không.
Ngoài ra còn có cách giả luôn cả loại thép "giả" này là dùng axít hay thứ gì đó "vẽ" vân lên vật dụng kim loại tất nhiên là sau thời gian các vân này sẽ mờ đi do bị mòn hay mài. Tuy nhiên cần lưu ý ngay cả thép "thật" cũng sẽ bay màu do trong quá trình rèn có một quá trình ngâm axít để các lớp kim loại khác nhau phản ứng cho ra màu khác nhau vì thế nếu bay màu nhưng sau khi xử lý hóa học mà các vân xuất hiện trở lại thì đó là thép gấp thật còn nếu không thì không phải.